# Herman's Head
Herman's Head est une série télévisée américaine de sitcom en soixante-douze épisodes de 22 à 24 minutes, diffusés entre le 8 septembre 1991 et le 21 avril 1994 sur la Fox.

## Fiche technique
Sauf indication contraire, les informations mentionnées dans cette section peuvent être confirmées par la base de données cinématographiques IMDb,  présente dans la section « Liens externes ».
- Titre original : Herman's Head
- Réalisation : J.D. Lobue, Greg Antonacci, Andy Cadiff, Gary Halvorson et Gail Mancuso
- Scénario : Andrew Guerdat, Steve Kreinberg, Michael B. Kaplan, Bill Freiberger, Adam Markowitz, Roberto Benabib, Karl Fink, David Babcock, David Landsberg, Tim Maile, Douglas Tuber et Jeff Schaffer
- Casting : Cheryl Bayer
- Montage :
- Décors :
- Costumes : Judy Evans
- Photographie :
- Musique : Bill Bodine, Tom Strahle, Mark Nilan, Nick South, Rich Eams, Scott Gale et George Englund Jr.
- Production : Gil Junger, Karl Fink, Roberto Benabib, Joel Madison, Adam Markowitz et Bill Freiberger
  - Producteur délégué : Paul Junger Witt, Tony Thomas, David Babcock et Nina Feinberg
  - Producteur associé : Gwen McCracken
  - Producteur superviseur : Michael B. Kaplan
  - Producteur exécutif : Pete Aronson
  - Producteur codélégué : Mark Ganzel et Stephen Kurzfeld
- Sociétés de production : Touchstone Television et Witt/Thomas Productions
- Société de distribution : Buena Vista Television
- Chaîne d'origine : Fox
- Pays d'origine :  États-Unis
- Langue originale : anglais
- Genre : Sitcom
- Durée : 22 à 24 minutes

## Distribution

### Acteurs principaux
- William Ragsdale : Herman Brooks
- Hank Azaria : Jay Nichols
- Jane Sibbett : Heddy Newman
- Yeardley Smith : Louise Fitzer
- Molly Hagan : Angel
- Ken Hudson Campbell : Animal
- Rick Lawless : Wimp
- Peter Mackenzie : Genius
- Jason Bernard : M. Paul Bracken

### Acteurs récurrents et invités
- Edward Winter : M. Crawford
- Julia Campbell : Elizabeth
- Steve Hytner : Roger Harris
- Jennifer Aniston : Suzie Brooks
- Robert Curtis Brown : Sean
- Megan Mullally : Yvonne
- Robin Sachs : Simon
- Earl Boen : Bob Randall
- Stephen Lee : Brian
- Denis Arndt : Russell Boswell
- Marcia Cross : Princesse Gillian
- Liz Vassey : Rebecca Woods
- Elinor Donahue : Mme Fitzer
- Liz Sheridan : Miss Cracknick
- Deborah Ann Morgan : Melodie
- Miriam Flynn : Dr Nina Bergstrom
- Alaina Reed Hall : Margaret Bracken
- Diana Bellamy : Mme Peebles
- Teri Ann Linn : Jennifer
- Jessica Steen : Heather
- Leslie Nielsen : Dieu
- Dawn Wells : Mary Ann
- Bobcat Goldthwait : le jaloux
- Andrea Parker : Heather Brookshire
- Maureen McCormick : elle-même
- Michelle Johnson : Aurora
- Dakin Matthews : M. Brooks
- Lane Davies : Dick Van Adams
- Michelle Phillips : Sandra Clayton
- Debra Mooney : la mère d'Herman
- Bob Denver : lui-même
- Gilbert Gottfried : Bob
- Kevin Cooney : Sénateur Harris
- Brenda Strong : Dr Paige Holland
- Kevin Michael Richardson : l'infirmier
- Barbara Alyn Woods : Danielle
- Peter Jason : Fritz
- Davy Jones : lui-même
- Carlos Carrasco : Carlos
- Richard Paul : M. Fitzer
- Rena Sofer : Stephanie
- Ann Morgan Guilbert : la vieille femme
- Lynne Marie Stewart : Joan
- Morey Amsterdam : Buddy
- Patrick Ewing : lui-même
- Laurieann Gibson
- Kathleen Freeman : Mme Debusher
- Roger Hewlett
- Christopher Daniel Barnes : le fils de Crawford
- Christine Cavanaugh : Martha Fitzer
- Meredith Scott Lynn : Helene
- Robert Clotworthy : Frank
- Taylor Fry : Little Suzie
- Rose Marie : Sally
- Steve Franken : M. Prescott
- Art Metrano : un journaliste
- Romy Rosemont : Jan
- Robin Curtis : Diane Shaw
- Gigi Rice : Mme Crawford
- Bruce French : le ministre
- Nicole Sullivan : une jeune femme
- Orlando Jones : un policier
- Shannon Sturges : une serveuse
- Robert Lesser : Troy Michaels
- Lisa Waltz : Carin
- Leland Orser : Ralph
- Yasmine Bleeth : Linda
- Bradley Pierce : Brad
- Peter Dobson : Thomas Alan Edwards
- Lita Ford : elle-même
- Michael Feinstein : lui-même
- Julie Warner : Layla

## Épisodes

### Saison 1
1. Pilot
2. Lies, Lies, Lies
3. Days of Wine and Herman
4. Isn't It Romantic?
5. Fatal Distraction
6. The Herminator
7. My Brother, Myself
8. 9½ Hours
9. Babbling Brooks
10. Near-Death Wish
11. Bracken's Daughter
12. The Last Boy Scout
13. Fear and Loathing in Manhattan
14. That's What Friends Aren't For
15. To Err Is Herman
16. How to Succeed in Business Without Really Dying
17. Hard Times
18. A Kept Herman
19. Herman au Naturel
20. Sweet Obsessions
21. First Time for Everything
22. Bracken Up Is Hard to Do
23. Guns and Neurosis
24. Dirty Rotten Scoundrels
25. Twisted Sister

### Saison 2
1. Stop Me Before I Help Again
2. Sperm 'n' Herman
3. Herman's Heddy
4. Intern-al Affairs
5. Brackenhookers
6. The Watertongate Break-In
7. Untitle Girlfriend Project
8. The 'C' Word
9. Friends and Lovers
10. Subterranean Homesick Blues
11. The One Where They Go on the Love Boat
12. Feardom of Speech
13. A Charlie Brown Fitzer
14. All's Affair in Love
15. Open All Night
16. Gals-a-Poppin
17. Anatomy of Blind Date
18. My Funny Valentine
19. God, Girls and Herman
20. Layla: The Unplugged Version
21. The Cat's in the Cradle
22. Fired in a Crowded Research Room
23. I Wanna Go Home
24. Love Me Two Timer
25. Love and the Single Parent

### Saison 3
1. Herma-phrodite
2. There's a Fly Girl in My Soup
3. When Hermy Met Crawford's Daughter
4. When Hairy Met Hermy
5. Over Herman's Head
6. Jaybo and Weesie: A Love Story
7. Hermo-tivated
8. Jay Is for Jealous
9. Trouble in Paradise
10. When Hermy Met Maureen McCormick
11. An Actor Prepares
12. A Decent Proposal
13. When Hermy Met Crawford's Girlfriend
14. Three on a Match
15. You Say Tomato
16. Once More With Feeling
17. The Herm for Ipanema
18. Bedtime for Hermo
19. Herm in the Time of Cholera
20. Absence Makes the Head Grow Fonder
21. A Head in the Polls
22. First Impressions